# Semjon Pavlovič Děrnov
Svatý Semjon (Simeon) Pavlovič Děrnov  (1. únorajul./ 14. února 1901greg., Jelabuga – 14. únorajul./ 27. února 1918greg., Jelabuga) byl ruský pravoslavný laik a mučedník.

## Život
Narodil se 1. února 1901 v Jelabuze jako syn kněze Pavla Alexandroviče Děrnova a Anny Arkadjevny. Měl čtyři sourozence.
Dokončil studium na Jelabužském reálném učilišti.
Dne 14. února se svými bratry Grigorijem a Borisem vyrazil hledat zatčeného otce. Podle očitých svědků jeden ze synů otce Pavla označil příslušníky Rudé armády za vrahy a téhož dne byli zastřeleni vojáky bolševického represivního oddílu.
Bratři byli pohřbení vedle svého zabitého otce na Troickém hřbitově. V sovětských dobách byl hřbitov a vedlejší chrám Svaté Trojice zničen a jejich hrob byl ztracen.
Roku 1981 byl se svým otcem a bratrem Ruskou pravoslavnou církví v zahraničí svatořečen jako mučedník.
Dne 15. října 2018 jej, jeho otce a bratry Ruská pravoslavná církev svatořečila jako mučedníky a byli zařazeni mezi Sbor všech novomučedníků a vyznavačů ruských.
Jeho svátek je připomínán 27. února (14. února – juliánský kalendář).